# Розподіл Райса
Розподіл Райса є узагальненням розподілу Рейлі. Введено американським ученим Стефаном Райсом. 
Якщо {\displaystyle {X}} і {\displaystyle {Y}} - незалежні випадкові величини, що мають нормальний розподіл з однаковими дисперсіями {\displaystyle {\sigma }^{2}} і ненульовими математичними сподіваннями (у загальному випадку нерівними), то величина {\displaystyle Z={\sqrt {X^{2}+Y^{2}}}} має розподіл Райса, щільність імовірності якої визначається у виді
{\displaystyle f(x|\nu ,\sigma )={\frac {x}{\sigma ^{2}}}\exp \left({\frac {-(x^{2}+\nu ^{2})}{2\sigma ^{2}}}\right)I_{0}\left({\frac {x\nu }{\sigma ^{2}}}\right),}
де І0(z) - модифікована функція Бесселя нульового порядку.

Щільність розподілу Райса при σ = 1.0

Щільність розподілу Райса для σ = 0.25

Функція розподілу Райса при σ = 1.0

 Функція розподілу Райса при σ = 0.25

## Застосування
- Розподіл Райса часто використовують для опису амплітудних флуктуацій радіосигналу, у тому числі в багатопроменевих каналах поширення радіосигналу.

## Зв'язок з іншими розподілами
- Якщо {\displaystyle {X}} і {\displaystyle {Y}} - незалежні випадкові величини, що мають нормальний розподіл з нульовими математичними чеканнями й однаковими дисперсіями {\displaystyle {{\sigma }^{2}}}, те випадкова величина {\displaystyle Z={\sqrt {{{X}^{2}}+{{Y}^{2}}}}} має розподіл Релея.